# Prison pour dettes
La prison pour dettes était l'enfermement dans les prisons de l'État pour non paiement de dettes privées, à la demande du créancier jusqu'à l'abolition de cette contrainte au XIXe siècle ou au XXe siècle, selon le cas.

## Droit par pays

### Canada

#### Ontario
Au début du XIXe siècle, une série de rapports parlementaires décrit l'ampleur du problème de l'endettement dans le Haut-Canada. Dès 1827, les onze prisons de district de la province ont une capacité de 298 cellules, dont 264 sont occupées, dont 159 par des débiteurs. Dans le Home District, 379 des 943 prisonniers détenus entre 1833 et 1835 le sont pour dettes; dans l'ensemble de la province, 48 % (soit 2304 des 4726 prisonniers) sont incarcérés pour dettes en 1836. Le nombre de débiteurs emprisonnés résulte à la fois de la pauvreté généralisée et des faibles montants pour lesquels les débiteurs peuvent être détenus indéfiniment. L'homme politique réformiste John Rolph a présenté un projet de loi visant à abolir l'emprisonnement pour dettes en 1829, mais il a été rejeté par le Family Compact. Les lois sont restées pratiquement inchangées jusque dans les années 1850.

#### Québec
L'emprisonnement civil (parfois appelé emprisonnement pour dettes) est aboli au Québec en 1965 lors de l'adoption du Code de procédure civile. L'abolition des prisons pour dettes fut d'ailleurs l'une des revendications des patriotes de 1837-1838. Toutefois, il arrive encore de nos jours que des personnes très pauvres soient emprisonnées au motif qu'elles sont incapables de payer des amendes municipales. Lorsque le législateur québécois abolit l'emprisonnement pour dettes en 1965, il abolit seulement l'emprisonnement pour des dettes privées impayées et non pas l'emprisonnement pour des dettes relatives à des amendes impayées résultant de contraventions municipales.

### États-Unis
La prison pour des dettes privées est abolie en droit fédéral par la Debtors' Prison Relief Act of 1792. Elles sont ensuite graduellement abolies par les États fédérés au cours du XIXe siècle.
Toutefois, il reste cependant possible que des personnes indigentes incapables de payer des amendes imposées par le tribunal ou d'autres amendes soient emprisonnées, car les amendes ne sont pas des dettes privées mais plutôt des sommes dues en vertu de règles de droit public.

### France
La prison pour dettes est instituée en France par une ordonnance royale de Philippe Le Bel de mars 1303. Elle était ouverte aux seuls créanciers munis d’un écrit revêtu du sceau royal. Sauf deux périodes de suppression de 1793 à 1797 et en 1848 la contrainte par corps des débiteurs persiste en France jusqu’à son abolition en 1867. À Paris, au XIXe siècle, les prisons pour dettes étaient la prison Sainte-Pélagie de 1797 à 1834 puis celle de la rue de Clichy jusqu'à l'abolition de la contrainte par corps en France en 1867.

### Royaume-Uni
L’emprisonnement pour dettes existait au Royaume-Uni (prison de la Fleet) et il  est en supprimé par le Debtor's Act de 1869.